# VAQ-130
130ème Escadron d'attaque électronique
Le Electronic Attack Squadron ONE THREE ZERO (VAQRON 130 ou VAQ-130), est un escadron de chasseur d'attaque de l'US Navy stationné à la Naval Air Station Whidbey Island, dans l'État de Washington, aux États-Unis. L'escadron a été créé en 1959 et est surnommé "Zappers" et il est le plus ancien escadron de guerre électronique. Le VAQ-130 est équipé du EA-18G Growler et actuellement affecté au Carrier Air Wing Three à bord du porte-avions à propulsion nucléaire USS Dwight D. Eisenhower (CVN-69).

## Historique

### VAW-13

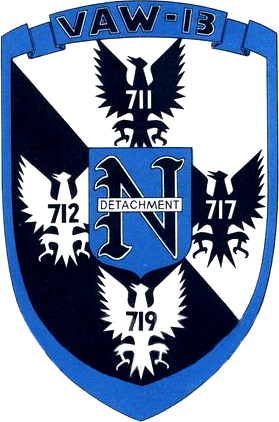
Insigne du VAW-13

L'escadron a été initialement mis en service en 1959 en tant que Carrier Airborne Early Warning Squadron Thirteen (VAW-13) pilotant des AD-5Q Skyraider, puis des EKA-3B Skywarrior à partir de 1967.

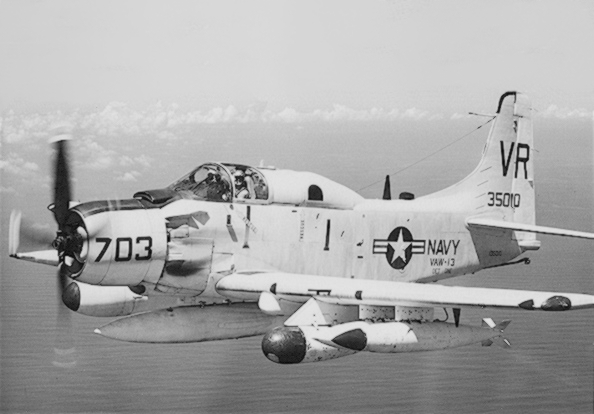
Douglas EA-1F Skyraider du VAW-13 en 1966

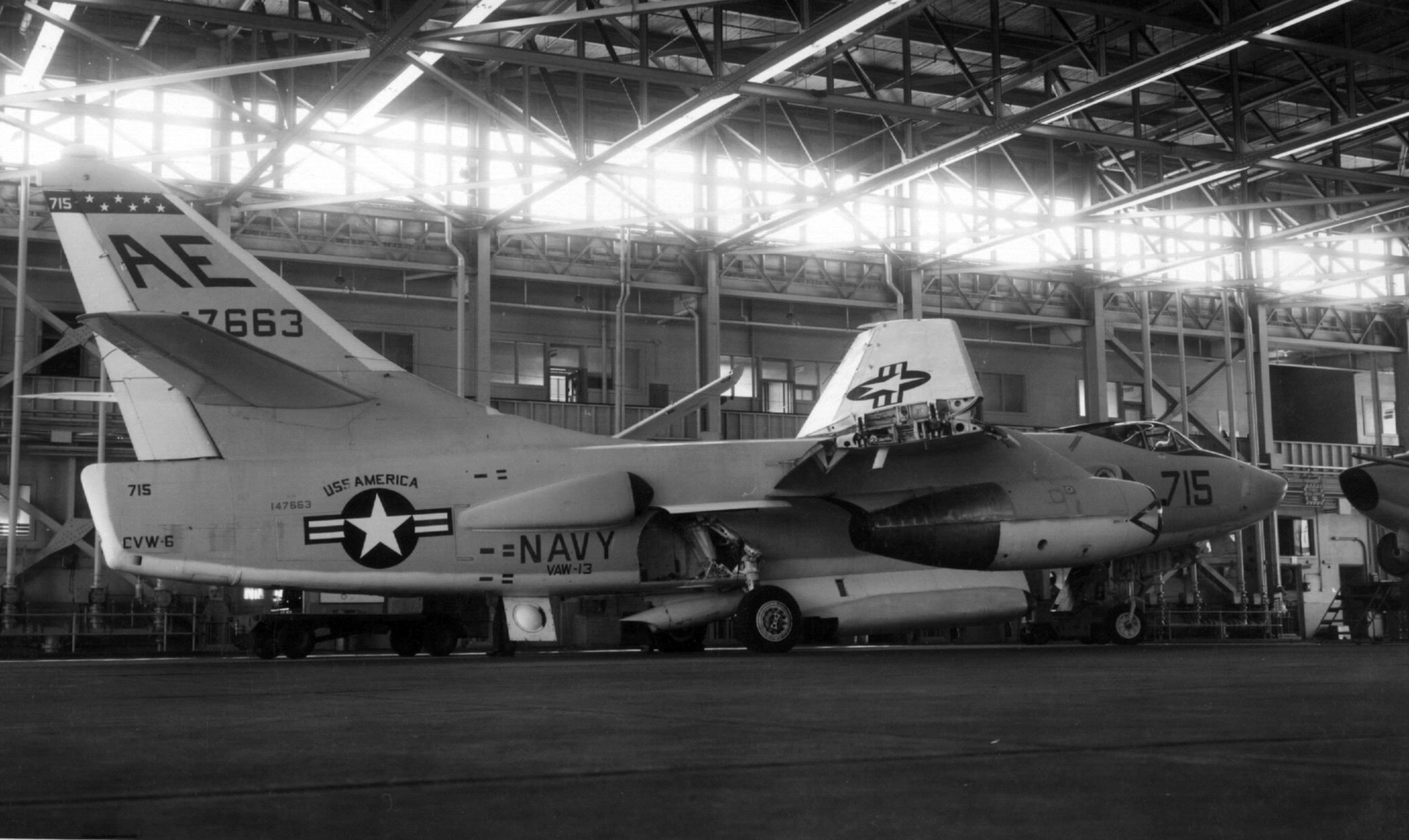
Douglas EKA-3B Skywarrior du VAW-13 en 1968

Pendant la guerre du Vietnam, des détachements de VAW-13 ont été déployés sur de nombreux porte-avions opérant sur la Yankee Station (en) et la Dixie Station (en) :
- USS Midway (CV-41) (1965)
- USS Oriskany (CV-34) (1965, 1967-68)
- USS Independence (CV-62) (1965)
- USS Bon Homme Richard (CV-31) (1965-66, 1967, 1968)
- USS Constellation (CV-64) (1966, 1967, 1968)
- USS Franklin D. Roosevelt (CV-42) (1966-67)
- USS Coral Sea (CV-43) (1967-68, 1969)
- USS Ranger (CV-61) (1967-68)
- USS Kitty Hawk (CV-63) (1967-68)
- USS Enterprise (CVN-65) (1968)
- USS America (CV-66) (1968)
- USS Hancock (CV-19) (1968-69)

### VAQ-130
Le 1er octobre 1968, l'escadron a été renommé Electronic Attack Squadron 130  et placé sous l'aile du VAQW-13 (Tactical Electronic Warfare Wing Thirteen).

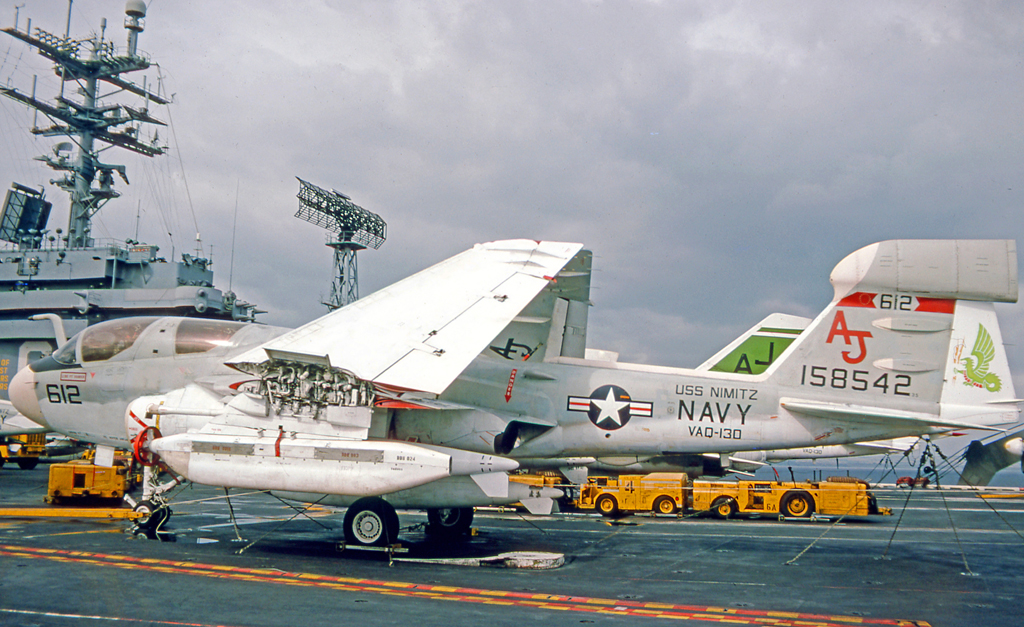
EA-6B Prowler du VAQ-130 en 1975

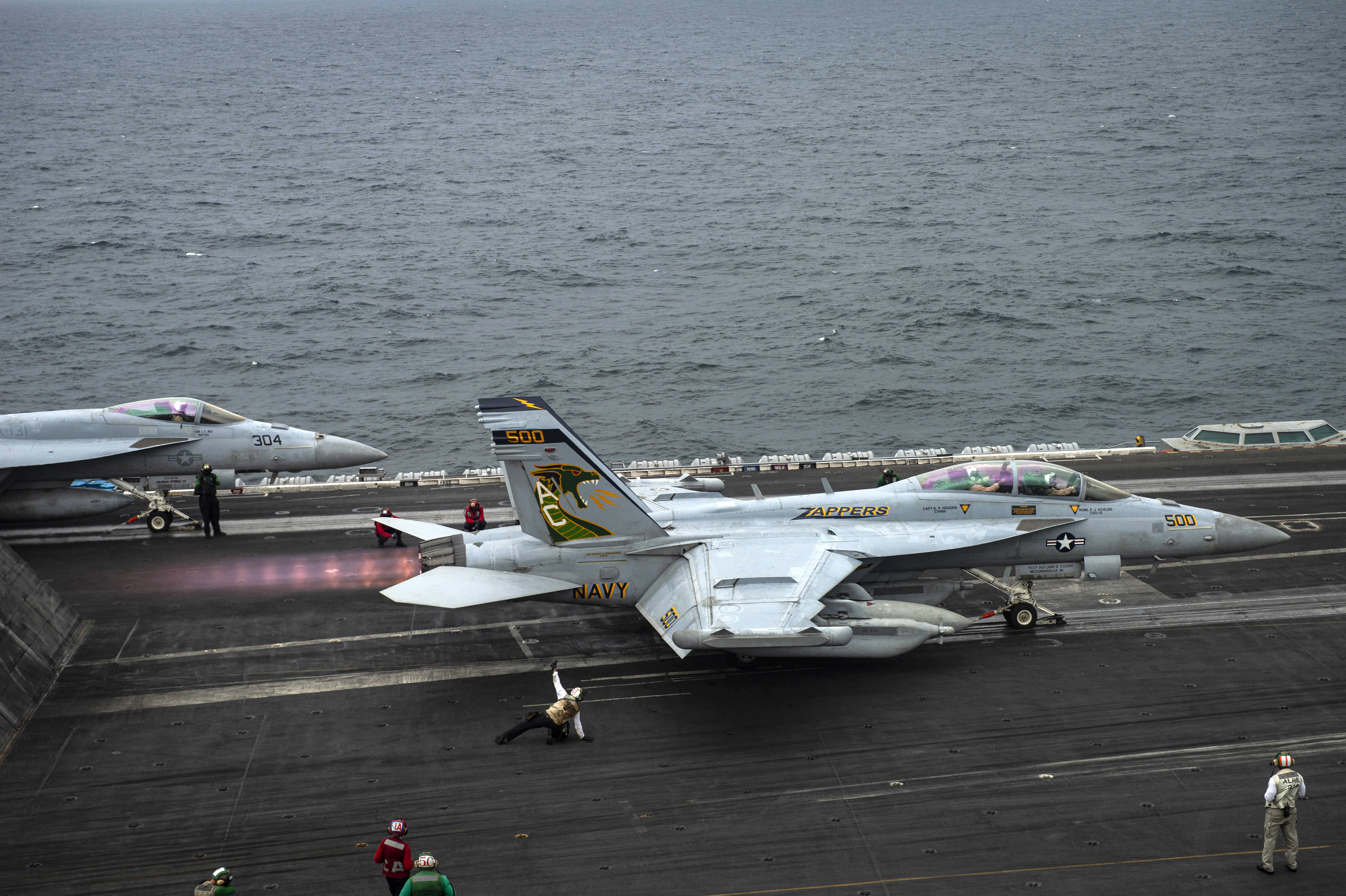
EA-18G Growler du VAQ-130 sur USS Dwight D. Eisenhower en 2020

Les détachements VAQ-130 ont continué à se déployer à l'appui de la guerre du Vietnam sur différents porte-avions avec le  :
- USS Ranger (1968-69, 1973)
- USS Ticonderoga (CV-14) (1969)
- USS Bon Homme Richard (1968, 1970)
- USS Oriskany (1969, 1970, 1971, 1972-73 et 1973-74)
- USS Midway (1971 et 1972-73)
- USS Enterprise (1971-72)
- USS Constellation (1971-72)

En mars 1975, l'escadron est transféré à la Naval Air Station Whidbey Island et est passé à l'EA-6B Prowler. Le VAQ-130 effectue de nombreuses missions sur différents porte-avions au sein de différents Carrier Air Wings (CVW-8, CVW-17, CVW-6, CVW2 et CVW-9) avant de rejoindre définitivement le Carrier Air Wing Three (VCW-3) en 1988-89 en embarquant sur l'USS John F. Kennedy (CV-67). Avec le Prowler il effectue 12 déploiements de 1988 à 2010.
En 2011 le VAQ-130 est passé à EA-18G Growler.
Il effectue, de 2013 à 2020, 4 déploiements au sein du CVW-3 : 1 avec l'USS Harry S. Truman (CVN-75) et 3 avec l'USS Dwight D. Eisenhower (CVN-69).